# Marmorino
Marmorino är en kalkputs där sandmaterialet utgörs av finkrossad marmor. Det kan användas som underlag för målning eller färgsättas med pigment och användas som ytmaterial.
Finkornig marmorino med vit marmor har använts som målningsunderlag vid muralmålning sedan antiken, och beskrevs under detta namn av Vitruvius under första århundradet f.kr.
Marmorino används även färgsatt med pigment som ytmaterial på väggar. Det kan då också användas för dekorationer och bildskapande. För stora ytor stryks det på med putsbräde eller liknande. Om man vill, kan man låta ytan vara matt; man kan också glätta den med glättningsjärn och sedan efterbehandla med vax eller tvål och då polera upp den till en hög glans. Det senare gör att den ibland även kallas stucco lustro, vilket annars avser en liknande kalkputs där man blandat i tvål direkt i materialet.
Pigmenten som används måste vara kalkäkta, det vill säga de måste tåla kalkens alkaliska miljö.